# Уайт, Ален Кэмпбелл
Ален Кэмпбелл Уайт  (англ. Alain Campbell White; 3 марта 1880, Канны — 23 апреля 1951, Саммервилл) — американский шахматный композитор, теоретик, литератор и общественный деятель. Первую задачу составил в 1891 году.
Обладая крупнейшей в мире коллекцией двух- и трёхходовых задач (свыше 250 тысяч), издал на её основе совместно с другими проблемистами «рождественскую» серию из 44 книг (1905—1936): сборники задач видных проблемистов на определённые темы или с заданным материалом.
Автор первого в истории шахматного композиции труда по классификации двухходовой тематики (1911). Совместно с американскими проблемистами А. Бушке и Р. Чини выпустил труд о двухходовой задаче в СССР (1943), содержащий 200 задач советских шахматных композиторов. Принимал активное участие в организации и работе «Гуд компаньон», был судьёй и неоднократным победителем его конкурсов, издал (совместно с Дж. Юмом) сборник задач, премированных на этих конкурсах (1922).

## Задачи
|   | a | b | c | d | e | f | g | h |   |
| - | --- | --- | --- | --- | --- | --- | --- | --- | - |
| 8 | d7 чёрная пешка · f7 белый слон · d6 чёрная ладья · f6 белая пешка · g6 белая пешка · e5 белый конь · g5 белая ладья · h5 чёрный слон · c4 белая пешка · e4 чёрный король · g4 чёрная пешка · d3 белый конь · h3 чёрная ладья · d2 белый король · e2 белая пешка · f2 белый ферзь · h2 чёрный слон · e1 белая ладья | d7 чёрная пешка · f7 белый слон · d6 чёрная ладья · f6 белая пешка · g6 белая пешка · e5 белый конь · g5 белая ладья · h5 чёрный слон · c4 белая пешка · e4 чёрный король · g4 чёрная пешка · d3 белый конь · h3 чёрная ладья · d2 белый король · e2 белая пешка · f2 белый ферзь · h2 чёрный слон · e1 белая ладья | d7 чёрная пешка · f7 белый слон · d6 чёрная ладья · f6 белая пешка · g6 белая пешка · e5 белый конь · g5 белая ладья · h5 чёрный слон · c4 белая пешка · e4 чёрный король · g4 чёрная пешка · d3 белый конь · h3 чёрная ладья · d2 белый король · e2 белая пешка · f2 белый ферзь · h2 чёрный слон · e1 белая ладья | d7 чёрная пешка · f7 белый слон · d6 чёрная ладья · f6 белая пешка · g6 белая пешка · e5 белый конь · g5 белая ладья · h5 чёрный слон · c4 белая пешка · e4 чёрный король · g4 чёрная пешка · d3 белый конь · h3 чёрная ладья · d2 белый король · e2 белая пешка · f2 белый ферзь · h2 чёрный слон · e1 белая ладья | d7 чёрная пешка · f7 белый слон · d6 чёрная ладья · f6 белая пешка · g6 белая пешка · e5 белый конь · g5 белая ладья · h5 чёрный слон · c4 белая пешка · e4 чёрный король · g4 чёрная пешка · d3 белый конь · h3 чёрная ладья · d2 белый король · e2 белая пешка · f2 белый ферзь · h2 чёрный слон · e1 белая ладья | d7 чёрная пешка · f7 белый слон · d6 чёрная ладья · f6 белая пешка · g6 белая пешка · e5 белый конь · g5 белая ладья · h5 чёрный слон · c4 белая пешка · e4 чёрный король · g4 чёрная пешка · d3 белый конь · h3 чёрная ладья · d2 белый король · e2 белая пешка · f2 белый ферзь · h2 чёрный слон · e1 белая ладья | d7 чёрная пешка · f7 белый слон · d6 чёрная ладья · f6 белая пешка · g6 белая пешка · e5 белый конь · g5 белая ладья · h5 чёрный слон · c4 белая пешка · e4 чёрный король · g4 чёрная пешка · d3 белый конь · h3 чёрная ладья · d2 белый король · e2 белая пешка · f2 белый ферзь · h2 чёрный слон · e1 белая ладья | d7 чёрная пешка · f7 белый слон · d6 чёрная ладья · f6 белая пешка · g6 белая пешка · e5 белый конь · g5 белая ладья · h5 чёрный слон · c4 белая пешка · e4 чёрный король · g4 чёрная пешка · d3 белый конь · h3 чёрная ладья · d2 белый король · e2 белая пешка · f2 белый ферзь · h2 чёрный слон · e1 белая ладья | 8 |
| 7 | d7 чёрная пешка · f7 белый слон · d6 чёрная ладья · f6 белая пешка · g6 белая пешка · e5 белый конь · g5 белая ладья · h5 чёрный слон · c4 белая пешка · e4 чёрный король · g4 чёрная пешка · d3 белый конь · h3 чёрная ладья · d2 белый король · e2 белая пешка · f2 белый ферзь · h2 чёрный слон · e1 белая ладья | d7 чёрная пешка · f7 белый слон · d6 чёрная ладья · f6 белая пешка · g6 белая пешка · e5 белый конь · g5 белая ладья · h5 чёрный слон · c4 белая пешка · e4 чёрный король · g4 чёрная пешка · d3 белый конь · h3 чёрная ладья · d2 белый король · e2 белая пешка · f2 белый ферзь · h2 чёрный слон · e1 белая ладья | d7 чёрная пешка · f7 белый слон · d6 чёрная ладья · f6 белая пешка · g6 белая пешка · e5 белый конь · g5 белая ладья · h5 чёрный слон · c4 белая пешка · e4 чёрный король · g4 чёрная пешка · d3 белый конь · h3 чёрная ладья · d2 белый король · e2 белая пешка · f2 белый ферзь · h2 чёрный слон · e1 белая ладья | d7 чёрная пешка · f7 белый слон · d6 чёрная ладья · f6 белая пешка · g6 белая пешка · e5 белый конь · g5 белая ладья · h5 чёрный слон · c4 белая пешка · e4 чёрный король · g4 чёрная пешка · d3 белый конь · h3 чёрная ладья · d2 белый король · e2 белая пешка · f2 белый ферзь · h2 чёрный слон · e1 белая ладья | d7 чёрная пешка · f7 белый слон · d6 чёрная ладья · f6 белая пешка · g6 белая пешка · e5 белый конь · g5 белая ладья · h5 чёрный слон · c4 белая пешка · e4 чёрный король · g4 чёрная пешка · d3 белый конь · h3 чёрная ладья · d2 белый король · e2 белая пешка · f2 белый ферзь · h2 чёрный слон · e1 белая ладья | d7 чёрная пешка · f7 белый слон · d6 чёрная ладья · f6 белая пешка · g6 белая пешка · e5 белый конь · g5 белая ладья · h5 чёрный слон · c4 белая пешка · e4 чёрный король · g4 чёрная пешка · d3 белый конь · h3 чёрная ладья · d2 белый король · e2 белая пешка · f2 белый ферзь · h2 чёрный слон · e1 белая ладья | d7 чёрная пешка · f7 белый слон · d6 чёрная ладья · f6 белая пешка · g6 белая пешка · e5 белый конь · g5 белая ладья · h5 чёрный слон · c4 белая пешка · e4 чёрный король · g4 чёрная пешка · d3 белый конь · h3 чёрная ладья · d2 белый король · e2 белая пешка · f2 белый ферзь · h2 чёрный слон · e1 белая ладья | d7 чёрная пешка · f7 белый слон · d6 чёрная ладья · f6 белая пешка · g6 белая пешка · e5 белый конь · g5 белая ладья · h5 чёрный слон · c4 белая пешка · e4 чёрный король · g4 чёрная пешка · d3 белый конь · h3 чёрная ладья · d2 белый король · e2 белая пешка · f2 белый ферзь · h2 чёрный слон · e1 белая ладья | 7 |
| 6 | d7 чёрная пешка · f7 белый слон · d6 чёрная ладья · f6 белая пешка · g6 белая пешка · e5 белый конь · g5 белая ладья · h5 чёрный слон · c4 белая пешка · e4 чёрный король · g4 чёрная пешка · d3 белый конь · h3 чёрная ладья · d2 белый король · e2 белая пешка · f2 белый ферзь · h2 чёрный слон · e1 белая ладья | d7 чёрная пешка · f7 белый слон · d6 чёрная ладья · f6 белая пешка · g6 белая пешка · e5 белый конь · g5 белая ладья · h5 чёрный слон · c4 белая пешка · e4 чёрный король · g4 чёрная пешка · d3 белый конь · h3 чёрная ладья · d2 белый король · e2 белая пешка · f2 белый ферзь · h2 чёрный слон · e1 белая ладья | d7 чёрная пешка · f7 белый слон · d6 чёрная ладья · f6 белая пешка · g6 белая пешка · e5 белый конь · g5 белая ладья · h5 чёрный слон · c4 белая пешка · e4 чёрный король · g4 чёрная пешка · d3 белый конь · h3 чёрная ладья · d2 белый король · e2 белая пешка · f2 белый ферзь · h2 чёрный слон · e1 белая ладья | d7 чёрная пешка · f7 белый слон · d6 чёрная ладья · f6 белая пешка · g6 белая пешка · e5 белый конь · g5 белая ладья · h5 чёрный слон · c4 белая пешка · e4 чёрный король · g4 чёрная пешка · d3 белый конь · h3 чёрная ладья · d2 белый король · e2 белая пешка · f2 белый ферзь · h2 чёрный слон · e1 белая ладья | d7 чёрная пешка · f7 белый слон · d6 чёрная ладья · f6 белая пешка · g6 белая пешка · e5 белый конь · g5 белая ладья · h5 чёрный слон · c4 белая пешка · e4 чёрный король · g4 чёрная пешка · d3 белый конь · h3 чёрная ладья · d2 белый король · e2 белая пешка · f2 белый ферзь · h2 чёрный слон · e1 белая ладья | d7 чёрная пешка · f7 белый слон · d6 чёрная ладья · f6 белая пешка · g6 белая пешка · e5 белый конь · g5 белая ладья · h5 чёрный слон · c4 белая пешка · e4 чёрный король · g4 чёрная пешка · d3 белый конь · h3 чёрная ладья · d2 белый король · e2 белая пешка · f2 белый ферзь · h2 чёрный слон · e1 белая ладья | d7 чёрная пешка · f7 белый слон · d6 чёрная ладья · f6 белая пешка · g6 белая пешка · e5 белый конь · g5 белая ладья · h5 чёрный слон · c4 белая пешка · e4 чёрный король · g4 чёрная пешка · d3 белый конь · h3 чёрная ладья · d2 белый король · e2 белая пешка · f2 белый ферзь · h2 чёрный слон · e1 белая ладья | d7 чёрная пешка · f7 белый слон · d6 чёрная ладья · f6 белая пешка · g6 белая пешка · e5 белый конь · g5 белая ладья · h5 чёрный слон · c4 белая пешка · e4 чёрный король · g4 чёрная пешка · d3 белый конь · h3 чёрная ладья · d2 белый король · e2 белая пешка · f2 белый ферзь · h2 чёрный слон · e1 белая ладья | 6 |
| 5 | d7 чёрная пешка · f7 белый слон · d6 чёрная ладья · f6 белая пешка · g6 белая пешка · e5 белый конь · g5 белая ладья · h5 чёрный слон · c4 белая пешка · e4 чёрный король · g4 чёрная пешка · d3 белый конь · h3 чёрная ладья · d2 белый король · e2 белая пешка · f2 белый ферзь · h2 чёрный слон · e1 белая ладья | d7 чёрная пешка · f7 белый слон · d6 чёрная ладья · f6 белая пешка · g6 белая пешка · e5 белый конь · g5 белая ладья · h5 чёрный слон · c4 белая пешка · e4 чёрный король · g4 чёрная пешка · d3 белый конь · h3 чёрная ладья · d2 белый король · e2 белая пешка · f2 белый ферзь · h2 чёрный слон · e1 белая ладья | d7 чёрная пешка · f7 белый слон · d6 чёрная ладья · f6 белая пешка · g6 белая пешка · e5 белый конь · g5 белая ладья · h5 чёрный слон · c4 белая пешка · e4 чёрный король · g4 чёрная пешка · d3 белый конь · h3 чёрная ладья · d2 белый король · e2 белая пешка · f2 белый ферзь · h2 чёрный слон · e1 белая ладья | d7 чёрная пешка · f7 белый слон · d6 чёрная ладья · f6 белая пешка · g6 белая пешка · e5 белый конь · g5 белая ладья · h5 чёрный слон · c4 белая пешка · e4 чёрный король · g4 чёрная пешка · d3 белый конь · h3 чёрная ладья · d2 белый король · e2 белая пешка · f2 белый ферзь · h2 чёрный слон · e1 белая ладья | d7 чёрная пешка · f7 белый слон · d6 чёрная ладья · f6 белая пешка · g6 белая пешка · e5 белый конь · g5 белая ладья · h5 чёрный слон · c4 белая пешка · e4 чёрный король · g4 чёрная пешка · d3 белый конь · h3 чёрная ладья · d2 белый король · e2 белая пешка · f2 белый ферзь · h2 чёрный слон · e1 белая ладья | d7 чёрная пешка · f7 белый слон · d6 чёрная ладья · f6 белая пешка · g6 белая пешка · e5 белый конь · g5 белая ладья · h5 чёрный слон · c4 белая пешка · e4 чёрный король · g4 чёрная пешка · d3 белый конь · h3 чёрная ладья · d2 белый король · e2 белая пешка · f2 белый ферзь · h2 чёрный слон · e1 белая ладья | d7 чёрная пешка · f7 белый слон · d6 чёрная ладья · f6 белая пешка · g6 белая пешка · e5 белый конь · g5 белая ладья · h5 чёрный слон · c4 белая пешка · e4 чёрный король · g4 чёрная пешка · d3 белый конь · h3 чёрная ладья · d2 белый король · e2 белая пешка · f2 белый ферзь · h2 чёрный слон · e1 белая ладья | d7 чёрная пешка · f7 белый слон · d6 чёрная ладья · f6 белая пешка · g6 белая пешка · e5 белый конь · g5 белая ладья · h5 чёрный слон · c4 белая пешка · e4 чёрный король · g4 чёрная пешка · d3 белый конь · h3 чёрная ладья · d2 белый король · e2 белая пешка · f2 белый ферзь · h2 чёрный слон · e1 белая ладья | 5 |
| 4 | d7 чёрная пешка · f7 белый слон · d6 чёрная ладья · f6 белая пешка · g6 белая пешка · e5 белый конь · g5 белая ладья · h5 чёрный слон · c4 белая пешка · e4 чёрный король · g4 чёрная пешка · d3 белый конь · h3 чёрная ладья · d2 белый король · e2 белая пешка · f2 белый ферзь · h2 чёрный слон · e1 белая ладья | d7 чёрная пешка · f7 белый слон · d6 чёрная ладья · f6 белая пешка · g6 белая пешка · e5 белый конь · g5 белая ладья · h5 чёрный слон · c4 белая пешка · e4 чёрный король · g4 чёрная пешка · d3 белый конь · h3 чёрная ладья · d2 белый король · e2 белая пешка · f2 белый ферзь · h2 чёрный слон · e1 белая ладья | d7 чёрная пешка · f7 белый слон · d6 чёрная ладья · f6 белая пешка · g6 белая пешка · e5 белый конь · g5 белая ладья · h5 чёрный слон · c4 белая пешка · e4 чёрный король · g4 чёрная пешка · d3 белый конь · h3 чёрная ладья · d2 белый король · e2 белая пешка · f2 белый ферзь · h2 чёрный слон · e1 белая ладья | d7 чёрная пешка · f7 белый слон · d6 чёрная ладья · f6 белая пешка · g6 белая пешка · e5 белый конь · g5 белая ладья · h5 чёрный слон · c4 белая пешка · e4 чёрный король · g4 чёрная пешка · d3 белый конь · h3 чёрная ладья · d2 белый король · e2 белая пешка · f2 белый ферзь · h2 чёрный слон · e1 белая ладья | d7 чёрная пешка · f7 белый слон · d6 чёрная ладья · f6 белая пешка · g6 белая пешка · e5 белый конь · g5 белая ладья · h5 чёрный слон · c4 белая пешка · e4 чёрный король · g4 чёрная пешка · d3 белый конь · h3 чёрная ладья · d2 белый король · e2 белая пешка · f2 белый ферзь · h2 чёрный слон · e1 белая ладья | d7 чёрная пешка · f7 белый слон · d6 чёрная ладья · f6 белая пешка · g6 белая пешка · e5 белый конь · g5 белая ладья · h5 чёрный слон · c4 белая пешка · e4 чёрный король · g4 чёрная пешка · d3 белый конь · h3 чёрная ладья · d2 белый король · e2 белая пешка · f2 белый ферзь · h2 чёрный слон · e1 белая ладья | d7 чёрная пешка · f7 белый слон · d6 чёрная ладья · f6 белая пешка · g6 белая пешка · e5 белый конь · g5 белая ладья · h5 чёрный слон · c4 белая пешка · e4 чёрный король · g4 чёрная пешка · d3 белый конь · h3 чёрная ладья · d2 белый король · e2 белая пешка · f2 белый ферзь · h2 чёрный слон · e1 белая ладья | d7 чёрная пешка · f7 белый слон · d6 чёрная ладья · f6 белая пешка · g6 белая пешка · e5 белый конь · g5 белая ладья · h5 чёрный слон · c4 белая пешка · e4 чёрный король · g4 чёрная пешка · d3 белый конь · h3 чёрная ладья · d2 белый король · e2 белая пешка · f2 белый ферзь · h2 чёрный слон · e1 белая ладья | 4 |
| 3 | d7 чёрная пешка · f7 белый слон · d6 чёрная ладья · f6 белая пешка · g6 белая пешка · e5 белый конь · g5 белая ладья · h5 чёрный слон · c4 белая пешка · e4 чёрный король · g4 чёрная пешка · d3 белый конь · h3 чёрная ладья · d2 белый король · e2 белая пешка · f2 белый ферзь · h2 чёрный слон · e1 белая ладья | d7 чёрная пешка · f7 белый слон · d6 чёрная ладья · f6 белая пешка · g6 белая пешка · e5 белый конь · g5 белая ладья · h5 чёрный слон · c4 белая пешка · e4 чёрный король · g4 чёрная пешка · d3 белый конь · h3 чёрная ладья · d2 белый король · e2 белая пешка · f2 белый ферзь · h2 чёрный слон · e1 белая ладья | d7 чёрная пешка · f7 белый слон · d6 чёрная ладья · f6 белая пешка · g6 белая пешка · e5 белый конь · g5 белая ладья · h5 чёрный слон · c4 белая пешка · e4 чёрный король · g4 чёрная пешка · d3 белый конь · h3 чёрная ладья · d2 белый король · e2 белая пешка · f2 белый ферзь · h2 чёрный слон · e1 белая ладья | d7 чёрная пешка · f7 белый слон · d6 чёрная ладья · f6 белая пешка · g6 белая пешка · e5 белый конь · g5 белая ладья · h5 чёрный слон · c4 белая пешка · e4 чёрный король · g4 чёрная пешка · d3 белый конь · h3 чёрная ладья · d2 белый король · e2 белая пешка · f2 белый ферзь · h2 чёрный слон · e1 белая ладья | d7 чёрная пешка · f7 белый слон · d6 чёрная ладья · f6 белая пешка · g6 белая пешка · e5 белый конь · g5 белая ладья · h5 чёрный слон · c4 белая пешка · e4 чёрный король · g4 чёрная пешка · d3 белый конь · h3 чёрная ладья · d2 белый король · e2 белая пешка · f2 белый ферзь · h2 чёрный слон · e1 белая ладья | d7 чёрная пешка · f7 белый слон · d6 чёрная ладья · f6 белая пешка · g6 белая пешка · e5 белый конь · g5 белая ладья · h5 чёрный слон · c4 белая пешка · e4 чёрный король · g4 чёрная пешка · d3 белый конь · h3 чёрная ладья · d2 белый король · e2 белая пешка · f2 белый ферзь · h2 чёрный слон · e1 белая ладья | d7 чёрная пешка · f7 белый слон · d6 чёрная ладья · f6 белая пешка · g6 белая пешка · e5 белый конь · g5 белая ладья · h5 чёрный слон · c4 белая пешка · e4 чёрный король · g4 чёрная пешка · d3 белый конь · h3 чёрная ладья · d2 белый король · e2 белая пешка · f2 белый ферзь · h2 чёрный слон · e1 белая ладья | d7 чёрная пешка · f7 белый слон · d6 чёрная ладья · f6 белая пешка · g6 белая пешка · e5 белый конь · g5 белая ладья · h5 чёрный слон · c4 белая пешка · e4 чёрный король · g4 чёрная пешка · d3 белый конь · h3 чёрная ладья · d2 белый король · e2 белая пешка · f2 белый ферзь · h2 чёрный слон · e1 белая ладья | 3 |
| 2 | d7 чёрная пешка · f7 белый слон · d6 чёрная ладья · f6 белая пешка · g6 белая пешка · e5 белый конь · g5 белая ладья · h5 чёрный слон · c4 белая пешка · e4 чёрный король · g4 чёрная пешка · d3 белый конь · h3 чёрная ладья · d2 белый король · e2 белая пешка · f2 белый ферзь · h2 чёрный слон · e1 белая ладья | d7 чёрная пешка · f7 белый слон · d6 чёрная ладья · f6 белая пешка · g6 белая пешка · e5 белый конь · g5 белая ладья · h5 чёрный слон · c4 белая пешка · e4 чёрный король · g4 чёрная пешка · d3 белый конь · h3 чёрная ладья · d2 белый король · e2 белая пешка · f2 белый ферзь · h2 чёрный слон · e1 белая ладья | d7 чёрная пешка · f7 белый слон · d6 чёрная ладья · f6 белая пешка · g6 белая пешка · e5 белый конь · g5 белая ладья · h5 чёрный слон · c4 белая пешка · e4 чёрный король · g4 чёрная пешка · d3 белый конь · h3 чёрная ладья · d2 белый король · e2 белая пешка · f2 белый ферзь · h2 чёрный слон · e1 белая ладья | d7 чёрная пешка · f7 белый слон · d6 чёрная ладья · f6 белая пешка · g6 белая пешка · e5 белый конь · g5 белая ладья · h5 чёрный слон · c4 белая пешка · e4 чёрный король · g4 чёрная пешка · d3 белый конь · h3 чёрная ладья · d2 белый король · e2 белая пешка · f2 белый ферзь · h2 чёрный слон · e1 белая ладья | d7 чёрная пешка · f7 белый слон · d6 чёрная ладья · f6 белая пешка · g6 белая пешка · e5 белый конь · g5 белая ладья · h5 чёрный слон · c4 белая пешка · e4 чёрный король · g4 чёрная пешка · d3 белый конь · h3 чёрная ладья · d2 белый король · e2 белая пешка · f2 белый ферзь · h2 чёрный слон · e1 белая ладья | d7 чёрная пешка · f7 белый слон · d6 чёрная ладья · f6 белая пешка · g6 белая пешка · e5 белый конь · g5 белая ладья · h5 чёрный слон · c4 белая пешка · e4 чёрный король · g4 чёрная пешка · d3 белый конь · h3 чёрная ладья · d2 белый король · e2 белая пешка · f2 белый ферзь · h2 чёрный слон · e1 белая ладья | d7 чёрная пешка · f7 белый слон · d6 чёрная ладья · f6 белая пешка · g6 белая пешка · e5 белый конь · g5 белая ладья · h5 чёрный слон · c4 белая пешка · e4 чёрный король · g4 чёрная пешка · d3 белый конь · h3 чёрная ладья · d2 белый король · e2 белая пешка · f2 белый ферзь · h2 чёрный слон · e1 белая ладья | d7 чёрная пешка · f7 белый слон · d6 чёрная ладья · f6 белая пешка · g6 белая пешка · e5 белый конь · g5 белая ладья · h5 чёрный слон · c4 белая пешка · e4 чёрный король · g4 чёрная пешка · d3 белый конь · h3 чёрная ладья · d2 белый король · e2 белая пешка · f2 белый ферзь · h2 чёрный слон · e1 белая ладья | 2 |
| 1 | d7 чёрная пешка · f7 белый слон · d6 чёрная ладья · f6 белая пешка · g6 белая пешка · e5 белый конь · g5 белая ладья · h5 чёрный слон · c4 белая пешка · e4 чёрный король · g4 чёрная пешка · d3 белый конь · h3 чёрная ладья · d2 белый король · e2 белая пешка · f2 белый ферзь · h2 чёрный слон · e1 белая ладья | d7 чёрная пешка · f7 белый слон · d6 чёрная ладья · f6 белая пешка · g6 белая пешка · e5 белый конь · g5 белая ладья · h5 чёрный слон · c4 белая пешка · e4 чёрный король · g4 чёрная пешка · d3 белый конь · h3 чёрная ладья · d2 белый король · e2 белая пешка · f2 белый ферзь · h2 чёрный слон · e1 белая ладья | d7 чёрная пешка · f7 белый слон · d6 чёрная ладья · f6 белая пешка · g6 белая пешка · e5 белый конь · g5 белая ладья · h5 чёрный слон · c4 белая пешка · e4 чёрный король · g4 чёрная пешка · d3 белый конь · h3 чёрная ладья · d2 белый король · e2 белая пешка · f2 белый ферзь · h2 чёрный слон · e1 белая ладья | d7 чёрная пешка · f7 белый слон · d6 чёрная ладья · f6 белая пешка · g6 белая пешка · e5 белый конь · g5 белая ладья · h5 чёрный слон · c4 белая пешка · e4 чёрный король · g4 чёрная пешка · d3 белый конь · h3 чёрная ладья · d2 белый король · e2 белая пешка · f2 белый ферзь · h2 чёрный слон · e1 белая ладья | d7 чёрная пешка · f7 белый слон · d6 чёрная ладья · f6 белая пешка · g6 белая пешка · e5 белый конь · g5 белая ладья · h5 чёрный слон · c4 белая пешка · e4 чёрный король · g4 чёрная пешка · d3 белый конь · h3 чёрная ладья · d2 белый король · e2 белая пешка · f2 белый ферзь · h2 чёрный слон · e1 белая ладья | d7 чёрная пешка · f7 белый слон · d6 чёрная ладья · f6 белая пешка · g6 белая пешка · e5 белый конь · g5 белая ладья · h5 чёрный слон · c4 белая пешка · e4 чёрный король · g4 чёрная пешка · d3 белый конь · h3 чёрная ладья · d2 белый король · e2 белая пешка · f2 белый ферзь · h2 чёрный слон · e1 белая ладья | d7 чёрная пешка · f7 белый слон · d6 чёрная ладья · f6 белая пешка · g6 белая пешка · e5 белый конь · g5 белая ладья · h5 чёрный слон · c4 белая пешка · e4 чёрный король · g4 чёрная пешка · d3 белый конь · h3 чёрная ладья · d2 белый король · e2 белая пешка · f2 белый ферзь · h2 чёрный слон · e1 белая ладья | d7 чёрная пешка · f7 белый слон · d6 чёрная ладья · f6 белая пешка · g6 белая пешка · e5 белый конь · g5 белая ладья · h5 чёрный слон · c4 белая пешка · e4 чёрный король · g4 чёрная пешка · d3 белый конь · h3 чёрная ладья · d2 белый король · e2 белая пешка · f2 белый ферзь · h2 чёрный слон · e1 белая ладья | 1 |
|   | a | b | c | d | e | f | g | h |   |

Задача-блок. В начальной позиции: 1. ... Лd4 2.Фf5x, 1. ... Ле6 2.Кс5х, 1. ... Cg3 (Лe3) 2.Ф(:)е3х и так. далее. После 1.Крс3! (цугцванг) маты меняются: 1. ... Лd4 (Ле6) 2.Ф(:)d4x, 1. ... Cg3 2.Кс5х, 1. ... Ле3 2.Фf5x В позиции после 1-го хода возникает новая
задача с решением: 1.Kpd2! — «вечное движение» (perpetuum mobile).

## Интересные факты
Шахматист также был ботаником-любителем и экспертом в области суккулентов. В его честь был назван род растений семейства Кутровые – Whitesloanea.

## Книги
- First steps in the classification of two-movers, Leeds, 1911;
- A century of two-movers, Stamford, 1941 (соавтор);
- A sketchbook of American chess problematists, v. 1 — 2, Stamford, 1942 (соавтор);
- The two-move chess problem in the Soviet Union 1923—1943, Stamford, 1943 (соавтор);
- Sam Loyd and his chess problems, [2 ed.], N. Y., 1962.